# Polina Smolova
Polina Smolova (bjeloruski: Паліна Смолава) (Minsk, 3. rujna 1980.) je bjeloruska pop pjevačica.
Predstavljala je Bjelorusiju na Pjesmi Eurovizije 2006. godine s pjesmom „Mama“, s kojom je sudjelovao u eurovizijskom polufinalu. 
Jedna je od najpoznatijih bjeloruskih pop pjevačica. Ima vrlo poetske i lirske pjesme. Aktivni je sudionik brojnih koncerata i festivala pop-glazbe diljem Bjelorusije i u inozemstvu. Dobila je Grand Prix na najvažnijem bjeloruskom međunarudnom glazbenom festivalu „Slavjanski bazar“ 2005.
Polina Smolova je započela svoju pjevačku karijeru u dječjim glazbenim sastavima, a kasnije je diplomirala na Visokoj glazbenoj školi "Glinka", Odsjeka za solo tradicionalno pjevanje na Bjeloruskom državnom sveučilištu kulture i umjetnosti.
Do sada je objavila tri albuma.
Godina 2005., dobila je titulu počasnoga građanina Minska za tu godinu. Dobila je i druge nagrade.
Godine 2012., sudjelovala je na ruskom izboru za pjesmu Eurovizije 2012. s pjesmom "Michael" o Michaelu Jacksonu. Bila je sedma.

## Vanjske poveznice
- Službena stranica Poline Smolove (ruski)